# Daddy Stovepipe
Johnny Watson (né le 12 avril 1867, décédé le 1er novembre 1963) était un chanteur, guitariste et harmoniciste de Blues afro-américain plus connu pour ses enregistrements sous le nom de Daddy Stovepipe. Il a également enregistré sous les pseudonymes de Jimmy Watson, Sunny Jim et Rev. Alfred Pitts. Il pourrait être le bluesman le plus ancien (de par sa naissance et non par la date des sessions) à avoir été enregistré.
Une bonne partie de ses titres sont des duos avec sa femme, Sarah Watson, généralement créditée sous le nom de Mississippi Sarah.

## Biographie
Watson est né à Mobile en Alabama. Sa carrière débute avant 1900 au Mexique en tant que guitariste à 12 cordes dans un groupe de mariachi. Il tourne ensuite dans les états du Sud des États-Unis avec la compagnie The Rabbit's Foot Company,.
Dans les années 1920, il jouait comme Homme-orchestre sur Maxwell Street à Chicago, où il acquit son surnom de Daddy Stovepipe de par le chapeau qu'il portait (Stovepipe en anglais signifie Tuyau de poêle, expression désignant les chapeaux hauts de forme). Il fut une première fois enregistré en 1924 à Richmond, Indiana avec notamment le titre Sundown Blues qui est considéré comme l'un des plus anciens blues enregistrés. En 1927 il apparaît sur des disques pour Gennett Records (Birmingham, Alabama) en tant que moitié du duo Sunny Jim and Whistlin' Joe,.
De retour à Chicago en 1931, il enregistre pour le label Vocalion Records avec sa femme, "Mississippi Sarah" chanteuse et joueuse de jug. L'humour et les badinages du couple rendirent leurs sessions uniques. Ils réitérèrent en 1935 pour Bluebird Records alors qu'ils vivaient dans le Mississippi, mais la mort de Sarah en 1937 renvoya son mari sur les routes. Il travailla alors quelque temps au Texas, jouant notamment dans des groupes Cajuns, et une nouvelle fois mariachi.
En 1948, il était redevenu musicien de rue à Chicago, et fut une dernière fois enregistré en 1960, alors âgé de 93 ans, avec un répertoire musical augmenté de titre traditionnels tels que The Tennessee Waltz. Daddy Stovepipe décéda en 1963 à Chicago d'une pneumonie bronchique après une opération de la vésicule biliaire, à l'âge de 96 ans.

## Musiciens homonymes
Daddy Stovepipe ne doit pas être confondu avec trois autres musiciens :
- Stovepipe No.1 (de son vrai nom Sam Jones), qui enregistra également en tant qu'homme-orchestre en 1924[6]. Daddy Stovepipe et Stovepipe No.1 sont considérés comme étant les premiers hommes-orchestres de Blues enregistrés[7].
- Sweet Papa Stovepipe (de son vrai nom McKinley Peebles) qui enregistra "All Birds Look Like Chicken to Me" et "Mama's Angel Child" (les deux autour de 1926)[8].
- daddystovepipe (de son vrai nom Carl Bludts) est un blues-man youtubeur qui a publié un grand nombre de vidéos pédagogiques sur lesquelles il aborde différents styles sur une dizaine de guitares différentes[9].

## Référence
1. 1 2 3  Thedeadrockstarsclub.com - accessed January 2010
2. ↑  (en) Edward Komara (dir.) et Andrew M. Cohen, Encyclopedia of the Blues, vol. 1 et 2, New York, Routledge, 2006, 2e éd. (1re éd. 2004), 1440 p. (ISBN 0-415-92699-8, lire en ligne [PDF]), « Watson, Johnny ‘‘Daddy Stovepipe’’ », p. 1059
« Among the oldest songsters known to play blues, Watson was also one of the first recorded. »
3. 1 2 3  Daddy Stovepipe sur Answers.com
4. 1 2  Nigel Williamson, Rough Guide to the Blues, 2007,  (ISBN 1-84353-519-X)
5. ↑  Pre-War Blues Harp Greats 1 - Daddy Stovepipe
6. ↑  (en) « Biography by Uncle Dave Lewis », Allmusic.com (consulté le 27 décembre 2009)
7. ↑  (en) Tony Russell, The Blues : From Robert Johnson to Robert Cray, Dubaï, Carlton Books Limited, 1997 (ISBN 978-1-85868-255-6), p. 12
8. ↑  Allmusic.com - accessed January 2010
9. ↑  « YouTube », sur www.youtube.com (consulté le 5 février 2019)